# Webera denticostata
Webera denticostata là một loài rêu trong họ Bryaceae. Loài này được Baumgartner & J. Froehl. mô tả khoa học đầu tiên năm 1955.